# Harrisburg (Ohio)
Pour les articles homonymes, voir Harrisburg (homonymie).
Harrisburg est un village américain situé dans le comté de Franklin, dans l'Ohio. Selon le recensement de 2020, sa population est de 315 habitants.